# Там, де до пізньої пори птахи так солодко співали
«Там, де до пізньої пори птахи так солодко співали» (англ. Where Late the Sweet Birds Sang) — науково-фантастичний роман американської письменниці Кейт Вільгельм. Назва роману взята з 73-го сонета Вільяма Шекспіра. Поєднав в собі антиутопію, постапокалиптичну фантастику, питання екології та клонування. Вийшов друком 1976 року. Перекладено російською та польською мовами.

## Зміст
Роман складається з трьох частин: «Там, де до пізньої пори птахи так солодко співали», «Шенандоа» та «У затишному місці».
У гонитві за новими технологіями і високим рівнем життя люди багато років забували про охорону природи — і масштабна екологічна криза не змусила себе чекати. Наслідком забруднення стали глобальні захворювання. Велика частина планети стала непридатна для життя. Людське суспільство опинилося на межі вимирання, оскільки внаслідок ядерної війни люди стали безплідними.
Група фермерів і вчених сховалася від решти світу в неприступній гірській долині біля річки Шенандоа у Вірджинії. Тут вони після дослідів над мишами виявили, що проблему безпліддя можна подолати після клонування кількох поколінь. Слідом за цим члени цієї громади (остання родина) починають проводити експерименти з клонування самих себе для вирішення проблеми подальшого виживання.
Проте виявляється, що клони людей при досягненні повноліття не бажають розмножуватися природним шляхом, а відтворюють себе через нове клонування. В результаті громада розростається через постійне клонування. Люди, перші члени громади, не здатні протидіяти клонам.
З часом люди вимирають. Їх клони продовжують існувати, поступово розширючи місце проживання. У деяких клонів починають виникати емоції та відчуття до інших членів клонованої громади, особливо до тих, з ким відбувалося клонування. Одним з таких є Моллі, яка все більше виявляє індивідуальність та емоції. За це її висилають з громади, але дозволяють надавати харчі. Тут вона має зв'язок з іншим клоном Беном, від якого народжує сина Марка. Клони сподіваються вивчити його, щоб дізнатися більше про неклони. Коли Марк зростає, він розуміє, що його унікальність надає йому індивідуальності та здатності жити далеко від громади, чого клони зараз не в змозі зробити.
Лідери спільноти розуміють, що останні покоління клонів втрачають почуття творчості і не в змозі винайти нові шляхи вирішення проблем; водночас вони бачать, що зростаючий брак високотехнологічного обладнання призведе до того, що громада втратить можливість продовжувати процес клонування.
Марк з групою жінок, що здатні народжувати, та дітей залишає громаду для пошуку нових технологічних рішень. Після 20 років блукань він повертається назад, де виявляє, що спільнота клонів загинула. Втім в громаді Марка тепер є лише чолвоіки та жінки, що здатні традиційно відтворювати майбутнє покоління.

## Нагороди

### Премії
- Г'юго 1977 року
- «Локус» 1977 року
- «Юпітер» 1977

### Номінації
- Меморіальна премія імені Джона Кемпбелла (3-е місце) 1977 року
- Премія «Неб'юла» за найкращий роман 1977 року